# Горненское городское поселение (Ростовская область)
Горненское городское поселение — муниципальное образование в Красносулинском районе Ростовской области. 
Административный центр поселения — рабочий посёлок Горный.

## Административное устройство
В состав Горненского городского поселения входят:
- рабочий посёлок Горный,
- посёлок Лесостепь.

## Население
| 2010  | 2012  | 2013  | 2014  | 2015  | 2016  | 2017  |
| ----- | ----- | ----- | ----- | ----- | ----- | ----- |
| 2511  | ↘2457 | ↗2463 | ↘2456 | ↗2460 | ↘2452 | ↘2451 |
| 2018  | 2019  | 2020  | 2021  |       |       |       |
| ↗2472 | ↘2464 | ↘2451 | ↗2508 |       |       |       |